# El retorn
El retorn (rus: Возвращение, Vozvrasxenie) és un drama rus del 2003 dirigit per Andrei Sviàguintsev. El film -el primer de la carrera del director rus- tracta d'una excursió que fa un pare amb els seus dos fills, als quals no havia vist des de fa alguns anys. Amb aquest senzill però molt reeixit road movie el novell director rus va saber captivar la crítica internacional, emportant-se diversos premis entre els quals destaca el Lleó d'Or de la Mostra de Venècia.

## Resum de la pel·lícula
Ivan i Andrei, dos joves de 12 i 14 anys, respectivament, viuen amb la seva mare i àvia en una petita ciutat russa. Al seu pare no l'han vist des de fa molts anys i només se'n recorden d'ell per una foto que hi ha a la casa.
El cap de setmana, els dos germans i els seus amics posen a prova el seu valor tot enfilant-se a dalt d'una torre, des de la qual cal que es llancin a l'aigua. Però Ivan té vèrtigen i no s'atreveix a tirar-se, tot quedant-se assegut a dalt de la torre mentre la resta de la colla se'n burla i el titllen de covard.
El dilluns, el pare dels dos joves arriba per sorpresa a casa, sense revelar el motiu del seu retorn. El pare se'n vol endur tot sol amb cotxe els seus fills, en una excursió de dos dies per pescar.
Al començar l'excursió el dimarts, el rígid i seriós pare exigeix respecte i disciplina als dos joves, als quals ordena petites tasques per tal d'imposar la seva autoritat. La reacció dels dos germans envers la inesperada aparició del seu pare és molt diferent: mentres que Andrei es mostra content pel seu retorn tot comportant-se de manera obeient per tal de cridar l'atenció; el petit Ivan es desmarca d'ell rebutjant tota comunicació i negant-se a menjar. Ivan desconfia del pare, tot un estrany per ell, i es qüestiona la paternitat.
El pare es comporta durament amb els seus fills i mentres telefona des d'una cabina observa impassiu com els dos adolescents són atracats per un altre jove. Seguidament, el pare enxampa al malfactor i l'entrega els fills per tal que l'escarmentin. Ells, això no obstant, es neguen a venjar-se. Enrabiat, el pare vol aleshores posar fi a l'excursió i enviar els nens a casa, però finalment canvia d'opinió i decideix allargar l'excursió per uns quants dies.
El dimecres al matí, després d'haver passat la nit en una tenda de campanya, esclata un nou conflicte entre el pare i Ivan, el qual li retreu el poc temps que els ha deixat per pescar. Com a solució, l'agressiu pare atura en sec el cotxe, enmig d'un pont, i deixa a l'estacada a Ivan. No és fins passades unes hores que l'insensible pare retorna per recollir el seu fill, empapat per la pluja. El cotxe queda seguidament embarrancat al fang i és Andrei qui posant branques sota les rodes ha d'ajudar el seu pare a fer sortir el cotxe. La tensa situació desemboca en una nova escena de violència en la que l'abusiu pare abufeteja a Andrei fins a fer-lo sangrar. Ja calmat i per tal de rectificar, el pare deixa més endavant conduir el cotxe a Andrei i fins i tot beure vodka. Aquest condescendent gest del pare, fa que Andrei se senti adult i superior al seu germà. Ivan, per altra banda, comença finalment a canviar l'actitud animadversa envers el seu pare i fa un primer esforç amb ànims de reconciliar-se amb ell. El fill s'interessa pels seus 12 anys d'absència i pel motiu del seu sobtat retorn, preguntes que queden totes elles incontestades, deixant greument pertorbat al nen.
El dijous, la reunida familia arriba a un llac i tots tres es posen a acondicionar una destartalada barca per tal de navegar fins a l'illa enmig del llac. Durant el trajecte el motor es para i cal que els nens es posin a remar per arribar a l'illa, un nou test amb el qual el pare posa a prova la força dels seus fills.
El divendres, el pare es fixa com a objectiu mostrar l'illa als nens i van junts fins a una torre de vigilància a la qual Ivan es nega a pujar per culpa del seu vèrtig. Més endavant, els nens es queden sols i el pare desenterra una capsa a l'interior d'una casa en ruïnes. Sembla clar, doncs, que l'objectiu de la premeditada sortida al camp no era portar els nens a pescar sinó recuperar la misteriosa capsa, que el pare amaga acuradament a la barca sense que els fills ho notin.
A la tarda, els dos germans volen anar amb barca i el pare accepta la seva proposta, fixant un límit temporal a la sortida. Això no obstant, Ivan convenç a Andrei d'allargar l'excursió mentre el pare es dedica a reparar el motor de la barca. Els dos nens retornen 3 hores més tard del previst, fet que fa perdre per complet els nervis del pare qui, en una nova escalada de violència, escridassa i apallissa brutalment a Andrei. Ivan intenta defendre al seu germà tot admetent la seva culpabilitat, però el pare l'aparta i continua descarregant la seva fúria sobre Andrei, el qual culpabilitza inútilment a Ivan per salvar-se. Arribats a un punt, el rabiós pare, fora de sí, amenaça fins i tot el fill gran amb una destral. Ivan desafia aleshores amb un ganivet el pare, però adonant-se de la seva inferioritat li agafa un atac de pànic i fuig corrents cap a la torre de vigilància perseguit pel seu pare. Malgrat el seu pànic aconsegueix enfilar-se al damut de la torre, tot tancant-se al seu interior i amenaçant de suïcidar-se tot seguit. El pare, també enfilat a la torre, córre el risc d'intentar entrar a la cabina des de l'exterior, amb la mala sort que cau al relliscar i es mata.
Traumatitzats encara pel tràgic desenllaç els nens, amb penes i treballs, traslladen a la barca el cos inert del difunt. Malgrat totes les violentes escenes provocades per l'agressiu pare, Andrei se sent per primer cop culpable i lamenta la seva pèrdua. Amb l'absència del pare, és Andrei qui ara assumeix el seu rol i dicta les decisions a prendre. En certa manera, els durs testos als quals el pare havia sotmès als nens per posar a prova el seu corage, es revelen ara decisius per Andrei, que ha madurat i s'ha foguejat, i de qui es pot intuir que en un futur pròxim esdevindrà com el seu pare. Ivan, per contra, és massa petit i sensible per haver après res dels agressius desafiaments del pare.
El dissabte els dos germans aconsegueixen amb penes i treballs fer arribar la barca a la costa, però esgotats pel gran esforç han d'observar impotents com en el darrer instant la barca s'enfonsa lentament amb el cos del pare a l'interior que, com en una parsimònica cerimònia, va quedant cobert progressivament d'aigua fins a desaparèixer per complet: barca, pare i capsa inclosa. El petit Ivan crida de ràbia a l'anhelat pare del qual es veu tan necessitat però del qual només ha pogut gaudir una efímera setmana després del seu inesperat retorn.
Ja a dins del cotxe i disposats a retornar a casa, Ivan troba una vella foto de la familia que el pare havia conservat amb ell. Serà un dels pocs testimonis que en un futur llunyà, quan els nens siguin ja adults, permetrà als fills saber que el seu pare ha existit, que la seva efímera aparició i aventura viscuda amb ell no ha estat el mer producte d'una exessiva imaginació d'infància pregonada per l'anhel d'un pare.

## Repartiment
Vladimir Garin: Andrei
Ivan Dobronravov: Ivan (Vanya)
Konstantin Lavronenko: Pare
Natalia Vdovina: Mare

## Estrena
El film va ser estrenat primerament a Rússia, el 23 de juny de 2003. Després del gran èxit aconseguit al Festival Internacional de Cinema de Venècia el setembre del mateix any, la pel·lícula va ser presentada en molts altres festivals de cinema i portada a la pantalla dels cinemes de molt països. El film va aconseguir només a Itàlia un total de 175.000 espectadors i una recaptació d'uns 780.000 euros, on va ser estrenat el 23 d'octubre de 2003 amb el títol Il ritorno.

## Al voltant de la pel·lícula
- El pare del director Andrei Sviàguintsev va desaparèixer quan ell tenia només 6 anys.

- Poc després de la fi del rodatge de la pel·lícula l'actor Vladimir Garin, el qual interpreta a Andrei, va morir ofegat en un llac situat prop de l'indret on la pel·lícula va ser filmada.

## Crítica
Molts crítics de cinema han comparat El retorn amb el cine d'Andrei Tarkovski. El crític Dave Kehr opinava a The New York Times, que amb el seu film Andrei Sviàguintsev renovava la gran tradició mística del cinema rus, al mateix nivell que Andrei Tarkovski: "El film […] és tan profundament naturalista com també extraordinàriament abstracte i mostra els seus asptectes mítics amb una potent i ricament detallada caracterització (i una remarcable interpretació dels actors)". El diari alemany Süddeutsche Zeitung escivia que la pel·lícula és "fàcilment comparable amb els films de Tarkosvki, desproveït de falses ambicions i carregat d'un suscitant misticisme".
Al diari alemany Die Zeit, el crític de cinema Andreas Busche lloava el film tot escrivint que "El retorn" "és un misteriós film, gairebé místic […] (on Sviagintsev) porta fins a l'absurd la idea de les Roadmovies. Aquí les canviants posicions interiors i exteriors dels protagonistes no encaixen, al contrari: l'espiral de violència iniciada pel pare afecta inversament als dos nens. Com més s'esforça Andrei per obtenir l'aprovació del seu pare, més allunyat es queda aquest del seu germà".

## Premis
El retorn va guanyar el Lleó d'Or del Festival Internacional de Cinema de Venècia de 2003.
El film també va ser nominat a un Globus d'Or a la millor pel·lícula estrangera, siguent la guanyadora Osama del director afgà Siddiq Barmak.
Als Premis Bodil de Dinamarca la pel·lícula va obtenir també una nominació.
Als Premis Chlotrudis El retorn va obtenir un premi pel millor càmera, Mikhail Kritchmann.
A Alemanya la pel·lícula va obtenir el Premi Fassbinder al concurs de cinema Europäischer Filmpreis de 2003.
També va ser nominada pel César a la millor pel·lícula estrangera